# Onklopbaar
Onklopbaar (Frans: Imbattable) is een Franse stripreeks bedacht, getekend en geschreven door Pascal Jousselin. De reeks wordt uitgebracht door uitgeverij Dupuis. Het zijn veelal 1 paginagags en korte verhalen. De inkleuring wordt door Laurence Croix verzorgd.

## Inhoud
Onklopbaar is een superheld die door de kaders van een pagina heen kan gaan. Hierdoor kan hij bijvoorbeeld al reageren op een gebeurtenis die in werkelijkheid pas een aantal vakjes of een pagina verderop plaatsvindt. In de loop der jaren worden soortgelijke superhelden geïntroduceerd in het verhaal, zoals 2D-Boy, die het perspectief kan veranderen, en Pépé Cochonnet, die met teksten zijn omgeving kan wijzigen.

## Publicatiegeschiedenis
Vanaf 2017 verscheen Onklopbaar in het stripblad Eppo, in eerste instantie als Kaderman. Gelijktijdig werd de strip gepubliceerd in het Franstalige Spirou.

## Waardering
Onklopbaar wordt in recensies als vernieuwend en origineel ervaren, waarbij men zich wel afvraagt of dit type strip lang zal kunnen blijven boeien.
Van september 2024 tot maart 2025 was er een tentoonstelling over Onklopbaar in het Belgisch Stripcentrum in Brussel.

## Albums
De albums verschenen vanaf 2018 op de Nederlandstalige markt, enkel in hardcover en als e-book. 
| Jaar | Nr | Verhaal                        | Uitgever | Originele titel (jaar)          |
| ---- | -- | ------------------------------ | -------- | ------------------------------- |
| 2018 | 1  | Gerechtigheid en verse groente | Dupuis   | Justice et légumes frais (2017) |
| 2020 | 2  | Jouw lokale superheld          | Dupuis   | Super-héros de proximité (2018) |